# Gare de Tadjenanet
La gare de Tadjenanet est une gare ferroviaire algérienne située sur le territoire de la commune de Tadjenanet, dans la wilaya de Mila.

## Situation ferroviaire
La gare est située au sud de la ville de Tadjenanet, sur la ligne d'Alger à Skikda où elle est précédée de la gare de Bir El Arch et suivie de celle de Teleghma.

## Service des voyageurs

### Desserte
La gare de Tadjenanet est desservie par les trains grandes lignes des liaisons :
- Alger - Annaba[1] ;
- Alger - Tébessa[2].